# Lenfélék
A lenfélék (Linaceae) a kétszikű növények Malpighiales rendjének egyik családja. A családhoz 14 nemzetségben mintegy 250 faj tartozik, amelyek az egész világon megtalálhatóak. Két alcsaládot különböztetnek meg: a Linoideae és Hugonioideae csoportot (utóbbit egyes szerzők Hugoniaceae külön családként ismerik el).
A család tagjainak levelei mindig egyszerűek, állásuk lehet váltakozó (leggyakoribb), átellenes (Sclerolinon, néhány Linum) vagy örvös (néhány Hesperolinon és Linum faj). Virágai porzót és bibét egyaránt tartalmaznak, alakjuk sugarasan szimmetrikus (aktinomorf) és többnyire öt, kivételes esetben négy (Radiola linoides, Linum keniense) szirmuk van.
A Linoideae alcsaládba egyaránt tartoznak egynyári és évelő lágyszárúak, fásodó szárú cserjék vagy akár kis termetű fák (Tirpitzia) amelyek Eurázsia, Afrika, Ausztrália és az Amerikák mérsékelt övi és trópusi vidékeit lakják.  Az alcsalád (és egyben a család) legnagyobb nemzetsége a len (Linum), mintegy 180-200 fajjal. Ide tartozik a termesztett házi len (Linum usitatissimum) is.
A Hugonioideae alcsaládba szinte teljes egészében trópusi elterjedésű, fásodó szárú liánok, cserjék és fák tartoznak. Legnagyobb nemzetsége a kb. 40 fajt tartalmazó Hugonia.
A külső megjelenésen és földrajzi elterjedésen kívül a két alcsaládot az is megkülönbözteti, hogy a Linoideae-knek 5, a Hugonioideae-knek 10 termékeny porzója van a virágban; az előbbieknek termése tok, az utóbbiaké pedig húsos, csonthéjas jellegű gyümölcs.
A Linoideae alcsalád nemzetségei:
- Anisadenia
- Cliococca
- Hesperolinon
- Linum
- Radiola
- Reinwardtia
- Sclerolinon
- Tirpitzia

A Hugonioideae alcsalád nemzetségei:
- Durandea
- Hebepetalum
- Hugonia
- Indorouchera
- Philbornea
- Roucheria

A Linaceae családot régebben saját lenvirágúak (Linales) rendjébe sorolták. Újabban a Malpighiales rend része.

## Fordítás
- Ez a szócikk részben vagy egészben  a   Linaceae című angol Wikipédia-szócikk ezen változatának fordításán alapul.  Az eredeti cikk szerkesztőit annak laptörténete sorolja fel. Ez a jelzés csupán a megfogalmazás eredetét és a szerzői jogokat jelzi, nem szolgál a cikkben szereplő információk forrásmegjelöléseként.